# The Remo Four
The Remo Four was een Britse rockband uit de jaren 1950-1960 uit Liverpool. Ze waren tijdgenoten van The Beatles en hadden later dezelfde manager Brian Epstein. De leden waren Colin Manley, Phil Rogers, Don Andrew en Roy Dyke. Andrew en Manley zaten in dezelfde klas op school (Liverpool Institute for Boys) als Paul McCartney.

## Bezetting
- Colin Manley (1942-1999), (leadgitaar, zang)
- Philip Rogers (1942-2020), (ritmegitaar, basgitaar, zang)
- Don Andrew (1942), (basgitaar, zang)
- Roy Dyke (1945), (drums)

- Wayne Bickerton
- Tony Waddington
- Tony Ashton
- Keith Stokes

## Geschiedenis
De band begon in 1958 in Liverpool en ontwikkelde zich als begeleidingsband voor Johnny Sandon (vanaf 1962) en Tommy Quickly (vanaf 1963). In dat jaar merkte Brian Epstein, de manager van The Beatles, de band op. Remo Four tekende een contract met hem. De eerste single van Tommy Quickly and the Remo Four was Tip of My Tongue, dat geschreven was door John Lennon en Paul McCartney van de bevriende groep The Beatles. De plaat deed echter niets. Tommy Quickly verliet de muziekbusiness in 1965.
De muziekstijl was een persoonlijke variatie op de merseybeat met veel blues- en jazzinvloeden en was zijn tijd ver vooruit. De optredens van The Remo Four werden al snel een van de hoogtepunten van de muziekclubs in Liverpool en Hamburg, evenals de Jaguar-clubs in Herford. Ze traden regelmatig op in de tv-muziekshow Beat Club. Hun handelsmerk was hun eigenzinnige versie van Peter Gunn (titelsong van een gelijknamige misdaadserie). Verder speelde de band voornamelijk buitenlands materiaal van Chuck Berry of Stevie Wonder. In 1967 werd Maschen Smile!, de enige langspeelplaat van The Remo Four, gemaakt in de opnamestudio van Joe Menke.
In 1967 trad de groep nog korte tijd op als begeleidingsband voor Billy Fury en Billy J. Kramer. Bij de optredens met Kramer noemde de band zich The New Dakotas. Na de dood van Brian Epstein werd de band eind 1967 ontbonden. Kort daarna richtten Tony Ashton en Roy Dyke de Ashton, Gardner & Dyke-band op.
In 1968 werkten Colin Manley, Tony Ashton, Roy Dyke en Philip Rogers nog een keer samen met George Harrison in de film Wonderwall, waar ze optraden als zijn begeleidingsgroep. Het nummer dat ze speelden zonder Harrison, In the First Place, werd pas in 1999 uitgebracht als single.

## Discografie

### Singles
- 1963: Lies / On the Horizon (Johnny Sandon & The Remo Four, Pye Records)
- 1963: Tip of My Tongue / Heaven Only Knows (Tommy Quickly & The Remo Four, Piccadilly, Liberty Records)
- 1963: Yes / Magic Potion (Johnny Sandon & The Remo Four, Pye Records)
- 1963: Kiss Me Now / No Other Love (Tommy Quickly & The Remo Four, Piccadilly)
- 1964: Everybody Knows / Closer to Me (Gregory Philips & The Remo Four, Pye Records)
- 1964: Prove It / Haven't You Noticed (Tommy Quickly & The Remo Four, Piccadilly)
- 1964: I Wish I Could Shimmy Like My Sister Kate / Peter Gunn (The Remo Four, Piccadilly)
- 1964: You Might as Well Forget Him / It's as Simple as That (Tommy Quickly & The Remo Four, Piccadilly)
- 1964: Sally Go Round the Roses / I Knew a Girl (The Remo Four, Piccadilly)
- 1964: The Wild Side of Life / Forget the Other Guy (Tommy Quickly & The Remo Four, Vogue, Pye Records, Liberty Records)
- 1964: Humpty Dumpty / I'll Go Crazy (Tommy Quickly & The Remo Four, Pye Records)
- 1966: Peter Gunn / Mickey's Monkey (The Remo Four, Star-Club)
- 1967: Live Like a Lady / Sing Hallelujah (The Remo Four, Star-Club, Fontana Records)

### Albums
- 1967: Smile (Star-Club)
- 1973: The Remo Four: Attention (compilatie) (Fontana Records)
- 2010: Smile! Peter Gunn...and More (Bear Family Records)